# Mandasi
Mandasi är ett vattendrag i Burundi.   Det ligger i provinsen Kayanza, i den nordvästra delen av landet, 50 kilometer nordost om huvudstaden Bujumbura.
Omgivningarna runt Mandasi är en mosaik av jordbruksmark och naturlig växtlighet. Runt Mandasi är det tätbefolkat, med 459 invånare per kvadratkilometer.